# Оппозиция культам
Оппозиция сектам, деструктивным культам и новым религиозным движениям (НРД) — критика и иная деятельность, направленная против групп людей, которые рассматриваются как НРД (или как культы, секты, в зависимости от принимаемой терминологии) с социологической или теологической точек зрения. Оппозиция исходит из нескольких источников с разнообразными интересами и точками зрения. В ней участвуют представители традиционных религий (особенно ярко выражено «Христианское противокультовое движение»), светские исследователи, собирающие и публикующие критическую информацию (многие из них принадлежат к антикультовому движению), критически настроенные прежние участники НРД, деятели науки — социологи, психологи, скептики и критики религии. В обществах тоталитарного типа, где прямо или косвенно отрицается право на свободу вероисповедания, противодействие НРД может принимать идеологический, политический и социальный характер.
В России деятельность, выражающаяся в активной критике и противодействию НРД, обычно называется «антисектантством».

## История
История противодействия группам людей, исповедующим нетрадиционную, «неправильную» религию, по всей видимости столь же стара, как и сама история религии.
Особенно остро проблема противостояния НРД встала в США в 1960 — 1970-х годах, когда появилось множество новых религиозных организаций, и общество, в частности родители детей-участников НРД, начало проявлять свою обеспокоенность нетипичным и асоциальным характером поведения представителей некоторых НРД, разрушением семей, рядом других социальных, психологических и физических последствий участия в НРД, особенно в связи с громкими случаями самоубийств их членов. По США прокатилась волна судебных процессов, в которых ответчиками были как представители НРД, так и оппозиции.

## Типы оппонентов

### Контркультовое движение
В среде исповедующих традиционные религии (в основном различных христианских конфессий) сформировалось несколько групп для противостояния тому, что они рассматривают либо как самостоятельные еретические учения, либо как противоречащие догматам варианты (культы) их собственных религий. Они занимаются критикой учения, религиозных практик и деятельности НРД с позиций вероучения традиционных религий мира. В академических исследованиях на Западе совокупность таких групп обычно называется контркультовым движением (англ. countercult movement, CCM). Доктор теологии Венского университета В. А. Мартинович применяет аналогичный термин — «противокультовая» или «конфессиональная школа сектоведения» — для описания профессиональных или любительских групп исследователей, занимающихся критикой НРД (по его терминологии — «сект») с позиции вероучения традиционных религий мира, либо с точки зрения какой-либо идеологии.
Контркультовое движение представлено богословами, миссионерскими центрами и рядовыми членами религиозных групп, защищающими основы своего вероучения и изобличающими построения НРД (культов, сект) с позиций их вредности для духовного развития человека. Главная цель представителей этого движения состоит в предохранении последователей своей религиозной организации от чужеродных влияний и ухода в иные религиозные и политические группы, в убеждении вернуться своих прежних участников, примкнувших к НРД.
В настоящее время в контркультовом движении участвуют не только различные христианские конфессии, оно охватывает и представителей мусульман, иудеев, индуистов, буддистов и других традиционных религий. К православному течению в России принадлежат протодиакон Андрей Кураев, о. Серафим Роуз, о. Олег Стеняев, протоиерей Владимир Фёдоров, архимандрит Рафаил Карелин и другие. В некоторых российских религиозных учебных заведениях существует учебный предмет «сектоведение».
Наиболее организованное контркультовое движение — христианское, распространённое на Западе, в особенности в США, где существует довольно высокий градус конфронтации между теми, кто придерживается разных позиций в отношении «культов». Старейшей из американских контркультовых организаций является «Христианский научно-исследовательский институт», основанный в 1960 году Уолтером Мартином. Другая известная контркультовая организация США — «Проект духовных подделок» — действует с 1973 года. В Европе действует «Международный Диалог-центр», имеющий свои представительства в России и ряде азиатских стран. Контркультовая оппозиция широко представлена в сети Интернет. Например, только в американском секторе всемирной сети существует около двух сотен контркультовых сайтов. Один из наиболее посещаемых — «Христианское служение апологетике и исследованиям», действующий с 1995 года.

### Антикультовое движение
В академических исследованиях термин «антикультовое движение» (АКД) применяется к общности групп и людей в США, которые преследуют цели активного противодействия вреду, наносимому сектами, культами или НРД обществу и личности. В 1981 году социологи Дэвид Бромли и Энсон Шуп определили антикультовое движение в США как совокупность групп, считающих практику насильственного вмешательства в психику («промывания мозгов») характерной чертой НРД, однако позже они обратили внимание на существенное изменение в АКД-идеологии в сторону патологизации («медикализации») членств в новых религиозных движениях.
Многие из противников культов считают необоснованным использованием термина и предпочли бы именоваться «критик культов», а не «антикультовый деятель».
Антикультовое движение США представлено родительскими комитетами, светскими и церковными центрами, журналистами, бывшими членами НРД, пострадавшими от их деятельности и т. д. Очень часто критики специализируются в своей деятельности на борьбе с каким-либо одним НРД (культом, сектой). Со стороны учёных к этому движению принадлежит большое количество социологов религии, социальных психологов и психиатров. С конца XX века наблюдается тенденция к углублению и усилению теоретических оснований антикультового движения.
Во многом благодаря АКД в США возникли как современное понятие «культ» (в странах Европы — «секта»), так и отрицательная оценка секты как тоталитарной организации, нарушающей права и свободы своих последователей, практикующей «промывку мозгов» для их привлечения и удержания. Одним из методов борьбы с культами стало депрограммирование, насильственное отлучение «жертвы культа» от привычной идеологии, с применением к ней физической силы и морального давления. Некоторые активисты депрограммирования получили в США тюремные сроки за свою деятельность. Со временем депрограммирование потеряло сначала поддержку СМИ и властей, затем поддержку населения и церквей, и вскоре потеряло актуальность. В 1996 году крупнейшая американская антикультовая организация Cult Awareness Network («Сеть информирования о культах») прекратила своё официальное существование в результате судебного процесса  с Церковью саентологии и всё её имущество досталось последней. Однако разработанные в США методики и средства антикультового движения были частично использованы для поддержки родственных организаций в Западной Европе и России. Известными представителями антикультового движения в США являются Стивен Хассен, Маргарет Сингер, Роберт Лифтон и другие.
В Западной Европе антисектантские идеи имеют наибольшее влияние во Франции, где «светскость» (см. лаицизм) является краеугольным камнем общественного устройства. Именно во Франции в 2001 году принят специальный закон («Закон Абу — Пикар») о «предупреждении и пресечении сектантских течений, ущемляющих права и основные свободы человека». При правительстве была создана «Межминистерская комиссия по мониторингу и борьбе против сектантских злоупотреблений» (MIVILUDES). Эта комиссия занимается сбором и изучением данных о религиозных группах в стране, предоставляя материалы французскому правительству, СМИ и обществу.
Одной из крупных антисектанстских организаций Европы является Европейская федерация центров по исследованию и информированию о сектантстве (FECRIS), зарегистрированная в 1994 году во Франции и объединяющая ряд родственных центров из 18 стран.
В Российской Федерации антисектансткое движение стало активно проявляться в начале 1990-х годов. Первоначально в критике зарубежных миссионеров, сект и новых религиозных движений активное участие принимали российские протестанты. Однако впоследствии многие протестантские организации сами стали мишенью критики со стороны антисектантского движения.
В начале 1990-х годов свою антисектантскую деятельность в России начинал А. Л. Дворкин. В настоящее время Дворкин возглавляет некоторые из наиболее известных организаций — «Российскую ассоциацию центров изучения религий и сект» (РАЦИРС) и «Центр религиоведческих исследований во имя священномученика Иринея Лионского» (ЦРИ).
В России также появились светские антикультовые общественные организации, такие как красноярское гуманистическое «Движение духовного освобождения».

### Критически настроенные прежние члены НРД
Некоторые исследователи в области социологии религии применяют термин «отступник» (англ. apostate) к критически настроенным прежним членам сект, культов или новых религиозных движений. В отношении тех прежних участников, которые не высказывают критику, иногда используется термин «отказник» (англ. defector).
Относительно уместности терминов «отступник» и «отказник» критик Майкл Лэнгоун пишет: «хотя, строго говоря, эти термины не могут служить оценочными суждениями или статистическими обобщениями об истинности суждения критиков (Бромли, 1998), они очевидно восприняты как таковые в обоих лагерях».
Критически настроенные прежние участники иногда формируют свободные сети, часто с активным присутствием в Интернете. Они высказывают обеспокоенность за последствия для членов своей прежней группы — о напрасно потраченном времени и деньгах, о психическом и иногда физическом вреде. Они наблюдают и критикуют свою прежнюю группу, информируют общественность о её деятельности, высказывают свою точку зрения, полагая недостаточными разоблачения деятельности таких групп. Часто заявляется, что они стремятся предоставить предполагаемым или текущим последователям возможность сделать осмысленное решение о присоединении к такой группе или о пребывании в ней. Побуждения этих критически настроенных прежних участников, роли, которые они играют в антикультовом движении, а также обоснованность их доказательств остаются очень спорными.

### Средства массовой информации
Общественность часто получает представления о новом религиозном движении, спорной группе или предполагаемом культе через СМИ, которые могут преподносить такие представления в отрицательной или излишне сенсационной манере. Некоторые социологи обнаруживают то, что они называют «отрицательным суммарным событием» — в СМИ постоянно муссируются негативные случаи, вырываемые из контекста событий и подаваемые в качестве критики новых религиозных движений. По словам Джеймса А. Бекфорда, понятие «отрицательного суммарного события» относится к «…журналистскому описанию ситуации или события таким способом, чтобы выхватить и отразить их отрицательную сущность как логическую часть развивающейся цепи событий. Таким образом, изолированный случай используется как повод для того, чтобы поддерживать более широкое, спорное общественное мнение». Джеймс Льюис пишет в своей книге «Культы в Америке» о тенденции СМИ фокусироваться на тех событиях, которые приводят к конфликтам и проблемам, и в результате увековечивается то, что он называет «стереотипом культа».
Статья о классификации новых религиозных движений в американских печатных СМИ, опубликованная в 1988 году Ассоциацией социологии религии (ранее — Американское католическое социологическое общество), критикует печатные СМИ за то, что те не признают работу учёных-социологов в области новых религиозных движений и за их тенденцию использовать ненаучные или «антикультистские» определения вместо научно-социологического проникновения в суть явлений. В статье также утверждается, что «отказ печатных СМИ признать социологические труды в области изучения религиозных организаций побуждает нас добавить еще одну провальную оценку к табели СМИ, созданной Вейссом (1985) чтобы оценить качество работы СМИ в области общественных наук».
Ларри Р. Моффитт, вице-президент газет «Тьемпос дель Мундо» (принадлежащих основателю Церкви Объединения Сон Мён Муну) утверждает, что после потрясающих и сенсационных случаев нарушения закона со стороны большого количества верующих, таких как массовые самоубийства членов «Храма народов» в Гайане, «Ветви Давидовой» в Вако и группы «Врата Рая» близ Сан-Диего, «[…] для общественности уже не требуется обилие подобных эпизодов чтобы отнести любую религию, чей основатель и главный проповедник в настоящее время жив, к такому опасному типу».
Газетный обозреватель Кэл Томас объявляет принятые в журналистике стереотипы продиктованными «[…] ярым, неумолимым, грандиозным, нетерпимым, высокомерным атеизмом, утверждающим, что любая идея или власть, происходящая из источника выше, чем разум человеческий, должна быть априорно отвергнута как неконституционная, безнравственная, незаконная и безграмотная».
Майкл Горовиц, старший научный сотрудник Гудзонского Института в Вашингтоне, характеризует доминирующую культуру как среду религиозного преследования: «Сегодняшние элиты с трудом верят в то, что для христиан возможно быть преследуемыми, а не преследователями […] Верующие христиане опекаются как неестественные фанатики (polyester bigots), против которых современная, думающая, внимательная культура должна сама себя защищать».
В своём обзоре (1983) Джон Дарт и Джимми Аллен утверждают, что «существует нездоровое недоверие между религиозными людьми и журналистами. Религиозные деятели боятся, что общество может неправильно понять и исказить их слова; со своей стороны журналисты боятся сделать ошибку и религиозного гнева, вызванного такой ошибкой. […] В итоге опасения препятствуют свободному потоку информации и только усиливают разногласия».
В 1999 году в докладе Организации Объединённых Наций, со ссылкой на отчёты миссий ООН было отмечено, что «СМИ, и в особенности популярная пресса, слишком часто представляют вопросы, касающиеся религии и веры некоторых религиозных меньшинств, в гротесковом, если не сказать полностью искажённом и вредном свете». Специальный докладчик комиссии по правам человека рекомендовал «начать кампанию, чтобы распространить среди СМИ понимание потребности публиковать информацию, которая отвечает принципам терпимости и недискриминации».
В России существует и другое мнение, что СМИ всячески способствуют проникновению в массовое сознание религиозной и мистической информации. По словам Б. Пукшанского:
Академик В. Л. Гинзбург еще в 1991 г. опубликовал в «Известиях» статью под названием «Назад в средневековье зовут нас с телеэкранов и страниц газет прорицатели, колдуны и „очевидцы“ чудес». Он пишет: «Волна лженауки, да и просто какой-то мистики и антинаучного бреда буквально захлестнула наши средства массовой информации». «Хотелось бы, чтобы руководители СМИ, — писал другой ученый, — осознали перед народом, перед будущими поколениями свою ответственность и прекратили бесконтрольную и безответственную пропаганду первобытных суеверий» […] Массовое сознание и массовый человек во все времена, и наше время здесь не исключение, были склонны к иррациональному, главным образом, религиозному.

### Научный скептицизм
Научный скептицизм — практика подвергать сомнению достоверность концепций, у которых отсутствуют экспериментальные доказательства и воспроизводимость результатов, как часть методологической научной нормы, призванной обеспечивать прирост проверенного знания. Скептический подход к странным и необычным заявлениям заключается в том, что сомнения предпочитаются вере при отсутствии неопровержимых доказательств. По этой причине, как правило, скептики рассматривают веру в существование сверхъестественных существ, явлений и сил (например, в прилёт инопланетян или в экстрасенсорные способности) как ошибочную.
Бертран Рассел утверждал, что человек действует на основании собственных убеждений, и если его убеждения не подтверждены доказательствами, они могут привести к деструктивным действиям. Скептики часто критикуют мошенничество и шарлатанство экстрасенсов и целителей, в том числе лидеров некоторых культов и новых религиозных движений, отмечая, что не раз доверие к ним приводило к серьёзным негативным последствиям для здоровья и финансового благополучия людей. Скептики являются оппонентами некоторых культов и новых религиозных движений, поскольку считают их распространителями веры в ложные чудеса, пропагандирующими бездоказательные, странные и иррациональные убеждения.

## Классификация оппозиции

### Таксономия Хэддена
Согласно таксономии, предложенной профессором социологии Виргинского университета Джефри К. Хэдденом, существуют четыре различных класса оппозиции культам:
Религиозная оппозиция
- оппозиция рассматривает деятельность культов как занятие ересью
- оппозиция рассматривает свою миссию как разоблачение ереси и исправление верований тех, кто отклонился от «правды»
- оппозиция использует метафору «обман», а не «одержимость» в отношении деятельности культов
- оппозиция культам служит двум важным функциям: защищает своих участников (особенно молодежь) от ереси и увеличивает солидарность среди верующих

Светская оппозиция
- оппозиция декларирует своей целью автономию личности, что достижимо путём вытаскивания людей из религиозных групп
- оппозиция видит свою деятельность как борьбу за власть (как политику), а не как богословие
- оппозиция иногда самоорганизуется вокруг семей, которые имеют или вовлекли детей в «культ»
- оппозиция стремится повредить или разрушить «культ» или НРД организационно

«Отступники»
(Под «отступничеством» понимается отказ от религиозной веры).
- оппозиция состоит из прежних членов НРД и тех, кто участвует в активной оппозиции их прежней вере
- антикультовое движение активно предлагает прежним членам религиозных групп интерпретировать их опыт пребывания в «культе» как одно из наказаний за прошлые вопиющие заблуждения, поощряет участие в организованных антикультовых действиях

Предпринимательская оппозиция
- оппозиция состоит из людей, которые занимаются данной деятельностью для личной выгоды
- спонтанные союзы или коалиции продвигают предпринимательскую программу
- часть предпринимателей делает карьеру, создавая организованную оппозицию

### Группы наблюдателей
Английский социолог Эйлин Баркер предложила отказаться от ряда терминов, принятых в среде социологов, психологов и религиоведов и приобретших негативный смысл в публицистике и в СМИ. Так, благодаря её усилиям в конце XX века приобрёл популярность термин «новое религиозное движение», предложенный вместо распространённых «культ» и «секта». Отказавшись от использования таких, несколько ироничных, но часто использовавшихся категорий как «антикультист» и «апологет культа» («противник» и «защитник» культа), она попыталась ввести новый набор более нейтральных названий для различных групп, распространяющих информацию о предполагаемых культах с намерением повлиять на общественность и восприятие их государством.
Её пять типов «групп наблюдателей за культами»:

#### Модель Баркер
| Тип группы                      | Финансовые источники                                             |
| ------------------------------- | ---------------------------------------------------------------- |
| группы информирования о культах | Членские взносы; государство; трасты; вознаграждения             |
| противокультовые группы         | Внутренние от верующих, церкви; продажа литературы               |
| исследовательские группы        | Университетские фонды; государство; церкви; полиция; трасты      |
| правозащитные группы            | Крупные корпорации; негосударственные организации; церкви        |
| группы защитников культов       | Новые религиозные движения (прямо или косвенно); членские взносы |

## Способы выражения оппозиции
Сталкиваясь с феноменом того, что они видят как культ или НРД, настроенные против такой группы люди имеют несколько различных возможностей выразить свою оппозицию.

### Дебаты
Критика и публичные дебаты могут служить для подчёркивания фактов осознанного еретического поведения или сознательного нарушения общественных норм со стороны НРД (сект, культов). Более или менее громкие информационные кампании, чётко и логически обоснованные (или наоборот), могут преподнести такие факты вниманию общественности, потенциальных жертв и властей.

### Деятельность
На уровне коллектива форма преследования отвергаемой группы может варьироваться от организации судебных процессов и официальных кампаний, таких как открытое расследование или более пассивная (часто в пределах закона) дискриминация, вплоть до организованного массового пикетирования, срыва различных мероприятий сект и культов, кажущихся спонтанными народных погромов.
На индивидуальном уровне жертвы предполагаемых культов могут столкнуться с угрозой похищения, с предписанием опеки, «депрограммирования» или рекомендацией отъезда.

## Научные исследования
Академическое сообщество не имеет согласия по большинству проблем, связанных с культовой деятельностью. Нет согласия учёных и в оценках новых и спорных религиозных движений, у каждого конкретного представителя науки баланс между свободой вероисповедания и потенциальной угрозой от культов выглядит по-разному.

### Надёжность доказательств критически настроенных экс-участников
Немало споров среди учёных вызывает надёжность свидетельств критически настроенных прежних участников культов («отступников»). Некоторые представители науки выражают сомнение в их достоверности. Например Брайен Р. Вилсон, профессор социологии Оксфордского университета, в опубликованном в 1981 году сборнике эссе пишет, что «отступники» НРД вообще нуждаются в самооправдании, стремясь восстановить своё прошлое и извинить своё экс-участие, обвиняя своих прежних самых близких собратьев. Вилсон вводит понятие «история злодеяния», которую «отступники» репетируют чтобы объяснить как манипуляцией, принуждением или обманом группа, которую они теперь осуждают, приняла их в свои ряды.
Другие учёные полагают такие свидетельства прежних участников в общем надёжными. Например, Бенджамин Заблоки, профессор социологии Рутгерского университета, анализируя ответы покинувших культы, посчитал свидетельства прежних участников как минимум столь же надёжными, сколь и утверждения самих групп.

### Концепции «промывания мозгов»
«Промывание мозгов» (англ. brainwashing, «контроль сознания» (англ. mind control), «насильственное убеждение» (англ. coercive persuasion), «управление разумом» (англ. thought control), «реформирование мышления» (англ. thought reform) — ряд концепций, призванных объяснить изменение мышления человека, его поведения, верований, эмоций или процесса принятия решений помимо его воли и желания. В настоящее время нет никакой общей точки зрения о том, возможны ли вообще общественные действия, принудительно влияющие на людей, и существуют ли социальные результаты того, что на людей влияют против их желания.
Подобного рода концепции впервые появились в 1950-х годах и были призваны объяснить изменения в мышлении и поведении людей, например китайских граждан, вступавших в Коммунистическую партию, или военнопленных солдат ООН периода Корейской войны, изменявших присяге. Впоследствии, начиная с 1960-х, когда на Западе возникло множество различных НРД, в академических исследованиях, публикациях СМИ и судебных разбирательствах подобные концепции использовались для описания методов привлечения и удержания членов, применяемых в этих движениях. Корректность этих концепций является одной из наиболее поляризованных проблем, разделяющих два лагеря — сочувствующих НРД и критиков «культов».
Социологи, изучающие новые религиозные движения, такие как Джефри Хэдден, признают общее суждение, что религиозные группы могут оказывать значительное влияние на своих участников, и что такое влияние может появиться в том числе и вследствие обмана и идеологической обработки. В то же время часть социологов обращает внимание на то, что подобного рода влияние осуществляется сходным образом в человеческих культурах, а некоторые из них утверждают, что в «культах» или в «новых религиозных движениях» оно ничем не отличается от влияния, существующего фактически в любой области человеческой деятельности.
В своей совместной книге «Религии и общественный строй: Руководство по культам и сектам в Америке» (1993) Дэвид Бромли и Джефри Хэдден отметили идеологические основы теорий промывания мозгов и высказали мнение, что у таких теорий отсутствует научная поддержка. Они считают, что принятая упрощённая точка зрения, присущая метафоре «промывания мозгов», притягательна для тех, кто пытается найти эффективное социальное оружие для использования против порицаемых групп, и что относительный успех таких усилий в сфере общественного управления не должен, по их мнению, принижать факт отсутствия научного основания для таких мнений.
Доктор Джеймс Ричардсон, профессор социологии и юриспруденции университета Невады (Рино) утверждает, что если бы НРД располагали действенными методами «промывания мозгов», можно было бы ожидать, что у таких движений были бы высокие темпы роста, в то время как большинство из них фактически не имело заметных успехов в привлечении членов (большинство сторонников участвует в течение только короткого промежутка времени). Ричардсон характеризует успехи групп в удержании своих членов как ограниченные. Массимо Интровинье, Том Роббинс, Эйлин Баркер, Ньютон Мэлони, Джон Холл, Лорн Доусон, Энсон Шуп, Дэвид Бромли, Джон Мелтон, Марк Галантер, Сол Левайн и другие учёные, исследующие НРД, в своих работах показывали, что не существует ни одной научной теории, общепринятой и основанной на методологически корректных исследованиях, которая поддерживала бы концепции промывания мозгов, защищаемые «антикультовым движением».
Всемирная ассоциация педагогов религиозного образования («AWARE») в определении и адресации термина «депрограммирование» утверждает, что «…без легализованного прикрытия идеологии промывания мозгов депрограммирование — практика похищения членов НРД и уничтожения их религиозной веры — не может быть оправдано ни юридически, ни нравственно». «Сеть борьбы против принудительных методов» («FACTNet») более не считает насильственное «депрограммирование» приемлемым способом помочь кому-либо выйти из культа и утверждает, что сегодня всё чаще специалистов-«консультантов по выходу» призывают «использовать методы, которые добровольны, в которых члены культов соглашаются встретиться с профессионалом и своими близкими для открытого и честного обсуждения на период два — пять дней».
Американский союз защиты гражданских свобод (ACLU) в 1977 году опубликовал заявление, касающееся концепций «промывания мозгов» и «управления сознанием», в котором выступил против некоторых методов «лишения людей свободы вероисповедания». ACLU также отверг (при определённых условиях) мнение, что такие концепции противников «культов» должны превалировать над правом свободы вероисповедания.

#### АПА, Маргарет Сингер и теории «промывания мозгов»
В начале 1980-х ряд специалистов сферы психического здоровья (среди них социолог Ричард Офш и психолог Маргарет Сингер, сотрудничавшие с Калифорнийским университетом) выступили в качестве экспертов в судебных делах против некоторых новых религиозных движений (НРД), во время которых теории о существовании «промывания мозгов» (англ. brainwashing) или «принудительного убеждения» (англ. coercive persuasion) были представлены как концепции, общепринятые в научном сообществе. Американская психологическая ассоциация (АПА) в 1983 году пригласила Маргарет Сингер, одну из наиболее ярких сторонниц концепций «принудительного убеждения», возглавить специальную Комиссию АПА по обманным и косвенным методам убеждения и контроля (DIMPAC), чтобы исследовать какую в действительности роль играли «промывание мозгов» или «принудительное убеждение» в привлечении участников такими движениями. Однако, прежде чем комиссия представила свой итоговый отчет, АПА опередила его своим экспертным резюме в проходившем в то время судебном процессе. В резюме было заявлено, что теория принудительного убеждения не является общепринятой, что соответствующая методология была отвергнута научным сообществом и что гипотезы, продвигаемые Сингер, представляют «немногим более чем просто некомпетентную спекуляцию, основанную на искажённых данных». Также утверждалось, что «теория принудительного убеждения… является ничего не значащей в науке концепцией». Резюме характеризовало концепцию «промывания мозгов» как не доказанную с научной точки зрения. В резюме содержалась гипотеза, что методы привлечения участников могли оказаться принудительными только для некоторых подгрупп, не затрагивая другие. Однако АПА прекратила свою деятельность в качестве эксперта в проходившем судебном процессе менее чем два месяца спустя.
Когда отчёт DIMPAC наконец появился в 1987 году, Совет АПА по социальной и этической ответственности за психологию (BSERP) отклонил его по причине «отсутствия научной строгости и беспристрастного критического подхода, необходимых для санкции АПА». Совет посчитал, «что в наличии не имеется достаточно информации, чтобы определиться с позицией по данному вопросу». Впоследствии Сингер признала, что отклонение отчёта со стороны АПА было отрицанием научной обоснованности теории «принудительного убеждения».

## Диспуты об апологетике культов
Некоторые критики культов, такие как Антон Хейн, порой резко критикуют тех представителей науки, которые не соглашаются с их взглядами. Для таких учёных Хейн использует термин «апологет» (защитник) культа, при этом обвиняя их в наивности и плохой профессиональной осведомлённости. Прежде всего их упрекают за непредоставление нуждающимся необходимой информации; кроме того, в адрес учёных звучали обвинения в получении финансирования от самих культов. Дуглас Коуэн цитирует Хейна:
Апологет культа — тот, кто … защищает учение и/или деятельность одного или более движений, относимых к культам с точки зрения социологии или теологии… Апологеты культов обычно отстаивают свои взгляды, заявляя о необходимости защищать свободу вероисповедания и религиозную терпимость. Однако они имеют тенденцию быть особенно нетерпимыми к тем, кто подвергает сомнению и критикует движения, которые они защищают.
В материалах, представленных в 2002 г. Обществу научных исследований религиозных ассоциаций, Дуглас Коуэн рассматривает «апологетику культов», показывая её политическое, этическое, экономическое и персональное значение и спектр мнений в контексте трёх следующих основных групп:
- Евангелистское христианское контркультовое движение: в его контексте чтобы быть названным «апологетом» не обязательно «защищать культы», скорее срабатывает формула «кто не с нами тот против нас», то есть достаточно просто критиковать критиков.
- Светское антикультовое движение: в то время как в евангелистском христианском контркульте почти не распространены концепции «промывания мозгов» или «управления сознанием», в светском антикульте употребление термина «апологет культа» почти исключительно связано с поддержанием либо жизнеспособности этих концепций, либо той части своих положений, которая обосновывает достоверность свидетельств экс-участников культов.
- Светская наука: академическое сообщество не имеет согласия по большинству проблем, связанных с культовой деятельностью. Нет согласия учёных и в оценках новых и спорных религиозных движений, у каждого конкретного представителя науки баланс между свободой вероисповедания и потенциальной угрозой от культов выглядит по-разному.